# Понселе, Поликарп
Полика́рп Понселе́ (фр. Polycarpe Poncelet) — французский агроном
 и научный писатель XVIII века.
Про него известно лишь то, что он был монахом и родился в Вердене в 1720-х, а умер в 1780-х годах.
Написал несколько научных трудов, пользовавшихся широкой известностью в XVIII столетии.
Главные работы:
- «Chimie du goût et de l’odorat» (Париж, 1755; служило руководством для дистилляторов и парфюмеров),
- «Principes généraux pour servir à l'éducation des enfants particulièrement de la noblesse française» (1763),
- «La Nature dans la formation du tonnere, et la reproduction des êtres vivants, pour servir d’introduction aux vrais principes d’agriculture» (1766),
- «Mémoires sur les parties constituantes et les combinaisons particulières de la farine» (1776),
- «Histoire naturelle du froment» (1779).

В книге 2005 года «L’art d'écrire la science: anthologie de textes savants du XVIIIe siècle» («Искусство написания научных трудов: антология научных писателей XVIII века») разбору и анализу трудов Понселе посвящена отдельная глава.